# Paolo Sardi
Paolo Sardi (Ricaldone, 1 de setembro de 1934 - Roma, 13 de julho de 2019) foi um cardeal italiano, antigo Vice-Camerlengo da Câmara Apostólica e pró-patrono da Ordem Soberana e Militar Hospitalária de São João de Jerusalém, de Rodes e de Malta.